# Jocelyn Thibault
Joseph Régis Jocelyn Thibault (* 12. ledna 1975 Montréal, Québec) je bývalý kanadský hokejový brankář, trenér a generální manažer.

## Osobní život
Je ženatý s Melanií Thibaultovou, se kterou mají tři dcery (Noémie, Zoé a Annabel). Všechny dcery hrají lední hokej. Je kmotrem kanadského útočníka Sama Poulina.

## Hráčská kariéra
Jocelyn Thibault byl draftován jako desátý v celkovém pořadí týmem Quebec Nordiques v prvním kole vstupního draftu NHL v roce 1993. Zaujal vynikajícími výkony v kanadské juniorské lize QMJHL. V roce 1993 obdržel ocenění pro nejužitečnějšího hráče a za nejnižší počet obdržených branek proti průměru. Byl také vyhlášen nejlepším brankářem roku kanadské hokejové ligy. Před sezónou 1993-94 se Thibault přestěhoval do Quebecu, stal se náhradním brankářem za Stéphanem Fisetem. V prvním ročníku v NHL odchytal 29 zápasů. Také ve své druhé sezóně byl druhým brankářem za Fisetem. 28. března 1995 vynechal deset zápasů kvůli vymknutému ramenu. V létě 1995 se Quebec Nordiques přestěhovali do Denveru a změnili svůj název na Colorado Avalanche. V sezóně 1995-96 odehrál Thibault za Avalanche deset zápasů, poté byl vyměněn do Montrealu Canadiens spolu s Andrejem Kovalenkem a Martinem Ručínským za Mikea Keanea a brankářská jednička Patrick Roy, kterého nahradil na pozici brankářské jedničky. Colorado Avalanche vyhrál soutěž a získali svůj první Stanleyův pohár, zatímco Thibault s klubem Montreal Canadiens skončili hned v první vyřazovací části.
16. listopadu 1998 byl vyměněn do Chicaga Blackhawks společně s Dave Mansonem a Bradem Brownem za Jeffa Hacketta, Erica Weinricha, Alaina Nasreddina a budoucí vyrovnání. Rošáda dvou brankářských jedniček Thibault nadále působil v Blackhawks jako jednička . Ale ani zde se mu nepodařilo dosáhnout žádných úspěchů. V prvních třech letech v Chicagu se nedostal do play-off a až v roce 2002 se poprvé dostal do prvního kola play-off s Blackhawks, ale bylo to také jedinkrát. V roce 2003 se Thibault poprvé objevil na soupisce NHL All-Star Game, do zápasu nastoupil ve druhé třetině, kdy střídal Patrick Roy. V následující sezóně 2003-04 vynechal téměř 60 zápasů kvůli vážnému zranění kyčle. Na jeho místo se střídali náhradní brankáři Craig Anderson a Michael Leighton. Thibault se vrátil do sestavy na konci března, 27. března 2004 odchytal celý zápas proti St. Louis Blues, prohře ale nezabránil, výsledkem 3:4 po prodloužení s bilancí 29 střel pustil 4 branky. Před zraněním měl výborné statistiky, z deseti zápasů měl úspěšnost zákroků 93.3 %, po zranění odchytal pouze čtyři zápasy a úspěšnost zákroků měl 87.5 %. 28. července 2004 prodloužil s Chicagem Blackhawks smlouvu o jeden rok. Během výluky v NHL 2004/2005 nikde nehrál.
10. srpna 2005 se vedení klubu Blackhawks rozhodlo vyměnit Thibaulta do Pittsburghu Penguins za čtvrté kolo vstupního draftu 2006 (touto volbou byl vybrán kanadský obránce Ben Shutron z 95. místa). Thibault se ten den dohodl s Pittsburghem Penguins o prodloužení smlouvy o následující dva roky v hodnotě 3,1 miliony dolarů. Pittsburgh sázel na mladého talentovaného kanadského brankáře Marc-André Fleury, který byl dlouholetou jedničkou Pens. Dvojkou byl určen Sébastien Caron a až třetím brankářem byl Thibault. V sezoně 2005/2006 odchytal celkem šestnáct zápasů z toho patnáct v roce 2005. 6. ledna 2006 byl postaven do branky Pens proti Atlantě Thrashers, za jedenáct minut dostal z devíti střel tři branky a trenér poslal Thibaulta na střídačku a zápas dokončil Marc-André Fleury. Zdravotní potíže Thibaulta nadále pokračovali, 11. ledna 2006 podstoupil druhou operaci kyčlí a vynechal přes čtyřicet zápasů. V následující sezoně 2006/2007 vyplatil Sébastiena Carona od smlouvy a počítali na pozici dvojky s Thibaultem. V bráně Pens chytali v sezoně pouze Fleury a Thibault.
5. července 2007 podepsal jednoletou smlouvu s týmem Buffalo Sabres jako volný hráč. V Sabres dělal náhradního brankáře, prvním brankářem byl Ryan Miller, který v sezoně 2007/2008 odchytal 76 zápasů. Thibault se do brány dostal dvanáctkrát, z toho vychytal dvě čisté konta. Právě v posledním zápase v kariéře vychytal proti Bostonu Bruins nulu, pokryl všech sedmnáct střel. Po sezoně se s vedením klubu nedohodl na prodloužení smlouvy a kvůli přetrvávajícím problémům s kyčlí se rozhodl ukončit kariéru.

## Trenérská kariéra
Thibault pokračoval v hokejové kariéře, v letech 2009–2011 pracoval v organizaci Colorado Avalanche na pozici konzultanta pro brankáře a trenér brankářů. Od roku 2012 vlastní juniorský hokejový tým Sherbrooke Phoenix hrající soutěž QMJHL, ve kterém zastupoval funkce trenéra brankářů, asistent hlavního trenéra a generální manažer.

## Ocenění a úspěchy
- 1992 QMJHL - All-Rookie Tým
- 1992 QMJHL - Nejúspěšnější brankář v %
- 1992 WHC-17 - All-Star Tým
- 1993 CHL - První All-Star Tým
- 1993 CHL - Brankář roku
- 1993 QMJHL - Jacques Plante Memorial Trophy
- 1993 QMJHL - Nejúspěšnější brankář v %
- 1993 QMJHL - Telus Cup – Defensive
- 1993 QMJHL - První All-Star Tým
- 1993 QMJHL - Michel Brière Memorial Trophy
- 1993 QMJHL - Marcel Robert Trophy
- 2003 NHL - All-Star Game

## Prvenství
- Debut v NHL - 9. října 1993 (Boston Bruins proti Quebec Nordiques)
- První inkasovaný gól v NHL - 9. října 1993 (Boston Bruins proti Quebec Nordiques, kanadským útočníkem Adam Oates)
- První vychytaná nula v NHL - 4. února 1995 (Quebec Nordiques proti New Jersey Devils)

## Statistiky

### Základní části
| Sezona       | Tým                     | Liga         | Z   | V   | P   | R  | Pvp | MIN    | OG    | ČK | POG  | %ChS |
| ------------ | ----------------------- | ------------ | --- | --- | --- | -- | --- | ------ | ----- | -- | ---- | ---- |
| 1990–91      | Laval Régents           | QMAAA        | 20  | 14  | 5   | 0  | —   | 1178   | 78    | 1  | 3.94 |      |
| 1991–92      | Trois-Rivières Draveurs | QMJHL        | 30  | 14  | 7   | 1  | —   | 1496   | 77    | 0  | 3.94 | .898 |
| 1992–93      | Sherbrooke Faucons      | QMJHL        | 56  | 34  | 14  | 5  | —   | 1497   | 159   | 3  | 2.99 | .899 |
| 1993–94      | Cornwall Aces           | AHL          | 4   | 4   | 0   | 0  | —   | 240    | 9     | 1  | 2.25 | .930 |
| 1993–94      | Quebec Nordiques        | NHL          | 29  | 8   | 13  | 3  | —   | 1504   | 83    | 0  | 3.31 | .892 |
| 1994–95      | Sherbrooke Faucons      | QMJHL        | 13  | 6   | 6   | 1  | —   | 776    | 38    | 1  | 2.94 | .903 |
| 1994–95      | Quebec Nordiques        | NHL          | 18  | 12  | 2   | 2  | —   | 898    | 35    | 1  | 2.34 | .917 |
| 1995–96      | Colorado Avalanche      | NHL          | 10  | 3   | 4   | 2  | —   | 558    | 28    | 0  | 3.01 | .874 |
| 1995–96      | Montreal Canadiens      | NHL          | 40  | 23  | 13  | 3  | —   | 2334   | 110   | 3  | 2.83 | .913 |
| 1996–97      | Montreal Canadiens      | NHL          | 61  | 22  | 24  | 11 | —   | 3397   | 164   | 1  | 2.90 | .910 |
| 1997–98      | Montreal Canadiens      | NHL          | 47  | 19  | 15  | 8  | —   | 2652   | 109   | 2  | 2.47 | .902 |
| 1998–99      | Montreal Canadiens      | NHL          | 10  | 3   | 4   | 2  | —   | 529    | 23    | 1  | 2.61 | .908 |
| 1998–99      | Chicago Blackhawks      | NHL          | 52  | 21  | 26  | 5  | —   | 3015   | 136   | 4  | 2.69 | .905 |
| 1999–00      | Chicago Blackhawks      | NHL          | 60  | 25  | 26  | 7  | —   | 3438   | 158   | 3  | 2.76 | .906 |
| 2000–01      | Chicago Blackhawks      | NHL          | 66  | 27  | 32  | 7  | —   | 3844   | 180   | 6  | 2.81 | .895 |
| 2001–02      | Chicago Blackhawks      | NHL          | 67  | 33  | 23  | 9  | —   | 3838   | 159   | 6  | 2.49 | .902 |
| 2002–03      | Chicago Blackhawks      | NHL          | 62  | 26  | 28  | 7  | —   | 3650   | 144   | 8  | 2.37 | .915 |
| 2003–04      | Chicago Blackhawks      | NHL          | 14  | 5   | 7   | 2  | —   | 821    | 39    | 1  | 2.85 | .913 |
| 2005–06      | Pittsburgh Penguins     | NHL          | 16  | 1   | 9   | —  | 3   | 807    | 60    | 0  | 4.46 | .876 |
| 2006–07      | Pittsburgh Penguins     | NHL          | 22  | 7   | 8   | —  | 2   | 1101   | 52    | 1  | 2.83 | .909 |
| 2007–08      | Buffalo Sabres          | NHL          | 12  | 3   | 4   | —  | 2   | 507    | 28    | 2  | 3.31 | .869 |
| Celkem v NHL | Celkem v NHL            | Celkem v NHL | 586 | 238 | 238 | 68 | 7   | 32,893 | 1,508 | 39 | 2.75 | .904 |

### Play-off
| Sezona       | Tým                     | Liga         | Z  | V | P  | MIN | OG | ČK | POG  | %ChS  |
| ------------ | ----------------------- | ------------ | -- | - | -- | --- | -- | -- | ---- | ----- |
| 1990–91      | Laval Régents           | QMAAA        | 5  | 1 | 4  | 300 | 20 | 0  | 4.00 |       |
| 1991–92      | Trois-Rivières Draveurs | QMJHL        | 3  | 1 | 1  | 110 | 4  | 0  | 2.19 | .911  |
| 1992–93      | Sherbrooke Faucons      | QMJHL        | 15 | 9 | 6  | 882 | 57 | 0  | 3.87 | .862  |
| 1994–95      | Quebec Nordiques        | NHL          | 3  | 1 | 2  | 148 | 8  | 0  | 3.24 | .895  |
| 1995–96      | Montreal Canadiens      | NHL          | 6  | 2 | 4  | 310 | 18 | 0  | 3.47 | .904  |
| 1996–97      | Montreal Canadiens      | NHL          | 3  | 0 | 3  | 179 | 13 | 0  | 4.36 | .871  |
| 1997–98      | Montreal Canadiens      | NHL          | 2  | 0 | 0  | 43  | 4  | 0  | 5.53 | .750  |
| 2001–02      | Chicago Blackhawks      | NHL          | 3  | 1 | 2  | 158 | 7  | 0  | 2.65 | .909  |
| 2006–07      | Pittsburgh Penguins     | NHL          | 1  | 0 | 0  | 8   | 0  | 0  | 0.00 | 1.000 |
| Celkem v NHL | Celkem v NHL            | Celkem v NHL | 18 | 4 | 11 | 847 | 50 | 0  | 3.54 | .891  |

### Reprezentace
| Rok                       | Tým                       | Turnaj                    | Z | V | P | R | MIN | OG | ČK | POG  | Úsp% |
| ------------------------- | ------------------------- | ------------------------- | - | - | - | - | --- | -- | -- | ---- | ---- |
| 1992                      | Kanada 18                 | Pp                        | 1 |   |   |   |     |    |    | 1.00 |      |
| Juniorská kariéra celkově | Juniorská kariéra celkově | Juniorská kariéra celkově | 1 |   |   |   |     |    |    | 1.00 |      |